# Nacho Cano
Ignacio „Nacho“ Cano Andrés (* 26. Februar 1963 in Madrid) ist ein spanischer Arrangeur, Komponist und Produzent. 

## Leben und Wirken
Er studierte Solfège und er war Mitglied der Band Mecano mit seinem Bruder José María Cano und der Sängerin Ana Torroja.
Vier Solo-Alben hat er bislang veröffentlicht und er hatte einen Hit mit Vivimos siempre juntos zusammen mit Mercedes Ferrer. Er gründete die Produktionsfirma Fairlight Estudios mit Alejo Stivel. Das Musical „Hoy no me puedo levantar“ von 2005 stammt aus seiner Feder.
Er ist Buddhist und Vegetarier und er hat mit humanitären Projekten wie „Fundación Sabera“ zusammengearbeitet.

## Diskografie

### Mit Mecano
- 1982: Mecano
- 1983: ¿Dónde está el país de las hadas?
- 1984: Ya viene el sol
- 1985: Mecano en concierto
- 1986: Lo último de Mecano
- 1986: Greenpease, salvemos al Mediterráneo
- 1986: Entre el cielo y el suelo
- 1989: Figlio della luna
- 1988: Descanso dominical
- 1991: Aidalai
- 1998: Ana|José|Nacho

### Soloalben
- 1994: Un mundo separado por el mismo dios. (Virgin, ES: Platin)
- 1996: El lado femenino (Virgin/EMI Benelux B.V., ES: Platin)
- 1999: Amor Humor (Virgin Benelux, B.V., ES: Gold)
- 2001: Nacho Cano (Nocontroles)